# Адсорбционные свойства грунтов
Адсорбционные свойства грунтов (от лат. ad — на, при и sorbeo — поглощаю) в инженерной геологии — особенности грунтов, характеризующие их способность поглощать (сорбировать) какие-либо вещества. В их основе лежит физико-химическое явление адсорбции — концентрирование вещества (адсорбата) из объёма фаз на поверхности раздела между ними.

## Основные понятия
В грунтах адсорбция может происходить на различных межфазных поверхностях: твердой и жидкой (адсорбция из раствора), твердой и газообразной (адсорбция из паров или газа), жидкой и газообразной и др. Она наиболее выражена в дисперсных грунтах, где доля межфазных поверхностей наиболее значительна. Различают физическую адсорбцию, являющуюся результатом проявления дисперсионных (молекулярных) сил и электростатических взаимодействий, и химическую адсорбцию (хемосорбцию), при которой адсорбат вступает в химические реакции с адсорбентом.
Физическая адсорбция является самопроизвольным процессом, идущим с уменьшением свободной поверхностной энергии и описывается уравнением Гиббса: Гi = — (dσ/dμi)т, где Гi — избыток компонента i в поверхностном слое по сравнению с его равновесной концентрацией в объемной фазе; σ — поверхностное натяжение; μi — химический потенциал i-го компонента; Т — температура.
Физическая адсорбция из растворов может быть положительной (при которой поглощается растворенное вещество) или отрицательной (поглощается растворитель). Положительно адсорбирующиеся вещества, вызывающие понижение поверхностного натяжения, называются поверхностно-активными (ПАВ), а отрицательно — поверхностно-инактивными (ПИВ). Адсорбция веществ в грунтах происходит на различных активных участках — «центрах адсорбции» и сопровождается выделением теплоты (теплота адсорбции). В зависимости от толщины адсорбированного слоя различают «островную» (прерывистые скопления молекул), мономолекулярную (слой толщиной в 1 молекулу) и полимолекулярную (толщиной в несколько молекул) адсорбцию.

## Теории адсорбции
К настоящему времени предложен ряд теорий адсорбции, которые делятся на две группы: теории нелокализованной адсорбции (предполагающие возможность перемещения адсорбата по поверхности адсорбции) и теории локализованной адсорбции, в которых считается, что молекулы адсорбированного вещества, попав на поверхность адсорбента, не могут по ней перемещаться. В рамках теорий второй группы наибольшее распространение к настоящему времени получили теории адсорбции Ленгмюра, теория Брунауэра, Эммета и Теллера (теория БЭТ), потенциальная теория Поляни, а также теория объемного заполнения пор М. М. Дубинина.
Адсорбция характеризуется изотермой адсорбции — графиком зависимости количества адсорбированного вещества (адсорбата) от концентрации этого вещества в объемной фазе при постоянной температуре. Изотермы адсорбции воды на разных типах грунтов по виду сходны друг с другом и имеют S-образную форму. Адсорбция грунтами воды зависит от их минерального состава (увеличиваясь в ряду: каолинит < хлорит < иллит < смектит), она возрастает с увеличением дисперсности, уменьшением температуры, зависит от заряда обменных катионов и др. факторов.
Адсорбция грунтами различных веществ из растворов имеет более сложный характер: неэлектролиты адсорбируются в молекулярной форме, электролиты — в ионной. В последнем случае участки поверхности, имеющие определенный заряд адсорбируют противоположно заряженные ионы, а ионы, одноимённо заряженные с поверхностью адсорбента, ею не адсорбируются. Под действием электростатических сил они остаются около адсорбированных ионов, образуя вместе с ними вблизи поверхности двойной электрический слой. С ростом валентности ионов электролита возрастает их способность адсорбироваться на заряженных микроучастках адсорбента (Na+ <Ca2+ < Fe3+).

## Обменная адсорбция в грунтах
Также различают обменную адсорбцию — процесс поглощения поверхностным слоем грунта ионов из порового раствора электролита, сопровождающийся переходом в раствор эквивалентных количеств ионов из грунта (без разрушения его кристаллической структуры), поглощенных им ранее. Это самопроизвольный обратимый процесс, протекающий до установления в системе равновесия и подчиняющийся закону действующих масс. Количественно обмен ионов оценивается величиной ёмкости катионного обмена грунта (СЕС) — концентрацией способных к обмену ионов в поглощенном комплексе грунта (в мг-экв на 100 г грунта или в кг-экв на 1 м3 грунта). Ёмкость обмена грунта является постоянной величиной (СЕС = const) в данных условиях. В зависимости от минерального состава грунта величина СЕС меняется от единиц до 120—150 мг-экв на 100 г. Зависимость состава сосуществующих фаз графически представляют в виде изотермы ионного обмена — графика зависимости состава ионита от равновесного с ним состава порового раствора.